# ASV Bonn
Der ASV Bonn ist ein deutscher Rollstuhlbasketballverein aus Bonn, dessen erste Mannschaft lange Zeit in der Rollstuhlbasketball-Bundesliga spielte. Mit drei deutschen Meistertiteln, vier Siegen im nationalen Pokal sowie je einem Erfolg in den Europäischen Wettbewerben des André-Vergauwen-Cups und Willi-Brinkmann-Cups gehört der Verein zu den erfolgreichsten Rollstuhlbasketballvereinen in Deutschland. In der Saison 2021/22 wird die erste Mannschaft in der Tabelle der Regionalliga West geführt, der dritten Liga im System des Deutschen Rollstuhl-Sportverbands.

## Erfolge
- Deutscher Meister (3): 1999, 2000, 2001
- DRS-Pokalsieger (4): 1998, 1999, 2000, 2001
- André-Vergauwen-Cup (1): 1999[2]
- Willi-Brinkmann-Cup (1): 2009[3]

## Bekannte ehemalige Spieler
- Mareike Miller
- Edina Müller
- Martin Otto
- Annika Zeyen